# Leopold Barschandt
Leopold Barschandt (12 de agosto de 1925 - 5 de outubro de 2000) foi um futebolista austríaco.

## Carreira
Leopold Barschandt competiu na Copa do Mundo FIFA de 1954, sediada na Suíça, na qual a seleção de seu país terminou na terceira colocação dentre os 16 participantes.